# Theodor Mommsen
Christian Matthias Theodor Mommsen (nemško: [ˈteːodoːɐ̯ ˈmɔmzn̩] ), nemški zgodovinar, arheolog, pravnik, novinar, politik in akademik, nobelovec, * 30. november 1817, Garding, Danska (zdaj Nemčija), † 1. november 1903, Charlottenburg, Provinca Brandenburg, Kraljevina Prusija.
Velja za enega največjih preučevalcev klasične antike v 19. stoletju. Za svoje zgodovinske knjige na čelu z Rimsko zgodovino (Römische Geschichte) je leta 1902 prejel Nobelovo nagrado za književnost. Vpliven je bil tudi kot član pruskega in nemškega parlamenta. Njegovo delo na področju rimskega in obligacijskega prava je znatno vplivalo na nemško civilnopravno ureditev.